# Hevring Å
Hevring Å är ett vattendrag i Danmark.   Det ligger i Norddjurs kommun i Region Mittjylland.